# Рійн Тамм
Рійн Тамм (ест. Riin Tamm; *12 серпня 1981, Тарту) — естонський генетик, популяризаторка науки, працює в біоцентрі Естонської академії наук.

## Біографія
Рійн народилась 12 серпня 1981 року в Тарту в родині лікарів, дитинство провела в селі Пері (ест. Peri), що поблизу Пилви (ест. Põlva). У 1997–2000 роках Рійн навчалась в гімназії імені Мііни Хярма (ест. Miina Härma Gümnaasium) в Тарту. У 2001–2005 роках навчалася в Тартуському університеті й отримала диплом бакалавра молекулярної біології, в 2005–2007 роках підвищила кваліфікацію до магістра. В студентські роки працювала над тіопуринметилтрансферазою (TPMT). Магістерська робота на тему «Фармакогенетика людської тіопуринметилтрансферази: кореляція феонтипу з генотипом и аналіз гаплотипу населення Естонії» (англ. Human thiopurine methyltransferase pharmacogenetics: genotype-phenotype correlation and haplotype analysis in the Estonian population) написана під керівництвом Андреса Метспалу. У 2007 році отримала ступінь Ph.D. (відповідає кандидату наук).
14-18 червня 2009 року організовує міжнародний семінар для молодих вчених «The 2nd Lifespan and Link-Age Young Investigator Workshop» в Тарту, Естонія. 22-26 серпня 2010 року організовує міжнародний семінар для молодих вчених «GWAS: from genotyping to sequencing» в Тарту, Естонія.
Рійн Тамм бере участь у діяльності багатьох національних і міжнародних наукових організацій і проектів:
- член Естонського біохімічного товариства;
- рецензент медичного журналу «Journal of Pediatric Biochemistry»;
- член редакційного комітету журналу «World Journal of Gastrointestinal Pharmacology and Therapeutics»;
- член правління Естонського товариства генетики людини (ест. Eesti Inimesegeneetika Ühing)[9];
- член наукового комітету і голова 13-го Міжнародного форуму з генетики, організованого Естонським геномним проектом[10];
- член правління Естонської асоціації геронтології та геріатрії (ест. Eesti Gerontoloogia ja Geriaatria Assotsiatsioon)[11].

## Наукові праці
Рійн Тамм автор ряду наукових праць, пов'язаних з генетикою людини і геронтологією:
- (англ.) Milek, M.; Smid, A.; Tamm, R.; Karas Kuzelicki, N.; Metspalu, A.; Mlinaric-Rascan, I. (2012). Post-translational stabilization of thiopurine S-methyltransferase by S-adenosyl-L-methionine reveals regulation of TPMT*1 and *3C allozymes. // Biochemical Pharmacology, 83(7), 969–976. doi:10.1016/j.bcp.2012.01.010. PMID 22274639.
- (англ.) Tamm, R. (2010). Novel human pathological mutations. Gene symbol: SPAST. Disease: Hereditary spastic paraplegia. // Human Genetics, 127(1), 112. PMID 20108387.
- (англ.) Tamm, R.; Saks, K.; Pääsuke, M. (2010). Research on ageing and longevity in Estonia. // Reviews in Clinical Gerontology, 20(2), 154–159. doi:10.1017/s0959259810000134.
- (англ.) Kuningas, M.; May, L.; Tamm, R.; van Bodegom, D.; van den Biggelaar, A. H. J.; Meij, J. J.; Frölich, M.; Ziem, J. B.; Suchiman, H. E. D.; Metspalu, A.; Slagboom, P. E.; Westendorp, R. G. J. (2009). Selection for Genetic Variation Inducing Pro-Inflammatory Responses under Adverse Environmental Conditions in a Ghanaian Population. . PLoS ONE, 4(11), e7795. doi:10.1371/journal.pone.0007795. PMID 19907653.
- (англ.) Tamm, R.; Oselin, K.; Kallassalu, K.; Magi, R.; Anier, K.; Remm, M.; Metspalu, A. (2008). Thiopurine S-methyltransferase (TPMT) pharmacogenetics: three new mutations and haplotype analysis in the Estonian population. // Clinical Chemistry and Laboratory Medicine, 46(7), 974–979. doi:10.1515/CCLM.2008.187. PMID 18605963.
- (англ.) Oselin, K.; Anier, K.; Tamm, R.; Kallassalu, K.; Mäeorg, U. (2006). Determination of thiopurine S-methyltransferase (TPMT) activity by comparing various normalization factors: Reference values for Estonian population using HPLC-UV assay. // Journal of Chromatography B 834 (1-2), 77-83. doi:10.1016/j.jchromb.2006.02.031. PMID 16517227.

Згідно з сайтом Web of Science, її публікації цитувались 23 рази, а індекс Гірша дорівнює 3.

## Громадська діяльність
Рійн Тамм популяризує наукові досягнення в Естонії, часто друкується, виступає у місцевих засобах масової інформації, у тому числі в газеті «Postimees», на «Kuku Raadio» в радіо-шоу «Падаюче яблуко» (ест. Kukkuv Õun) і в телевізійному шоу «Terevisioon» естонського телебачення (ETV). У 2011 році була обрана до групи 26 вчених, які подорожували навчальними закладами Естонії, щоб представляти і популяризувати естонську науку. У 2012 році вона отримала другу премію в категорії «Найкращий вчений-популяризатор, журналіст, вчитель в галузі науки і техніки».
У своїх виступах Рійн часто наголошує, що лікарі є досить консервативними у питаннях лікування й досі мають невеликий інтерес використання останніх досягнень генетики в медицині, у той час як генетична інформація може допомогти визначити ризик деяких захворювань і бути корисною у призначенні відповідної терапії.